# Возлякове (зупинний пункт)
Возлякове — зупинкова платформа Коростенського відділення Південно-Західної залізниці. Знаходиться у с. Возлякове, зоні добровільного відселення. Кінцевий пункт дизель-поїзда Коростень-Овруч-Возлякове.